# 나프트 알와사트 SC
나프트 알와사트 SC(아랍어: نادي نفط الوسط الرياضي는 나자프를 연고로 하는 이라크의 축구단이다. 현재 이라크 프리미어리그에 참가하고 있다.

## 우승
- 이라크 프리미어리그: 2014-15
- 이라크 1부 리그: 2013-14

## 선수 명단

### 현역
참고: FIFA 자격 규정에 따라 소속된 국가대표팀 국기를 표시합니다. 선수는 복수의 FIFA 비회원국 국적을 가지고 있을 수 있습니다.
| 번호 | 포지션 | 국적 | 이름 |
| ---- | ------ | ---- | ---- |

| 번호 | 포지션 | 국적     | 이름            |
| ---- | ------ | -------- | --------------- |
| 94   | FW     | 콜롬비아 | 세바스티안 링콘 |

## 역대 감독
| 감독          | 임기        |
| ------------- | ----------- |
| 라디 셰나이실 | 2018 ~ 2020 |

틀:나프트 알와사트 SC 선수 명단